# Ciclismo ai Giochi della XXVI Olimpiade - Cross country maschile
La gara di cross country maschile dei Giochi della XXVI Olimpiade si disputò il 30 luglio su un percorso di 48,7 km al Georgia International Horse Park a Conyers, in Georgia. Fu la prima edizione della prova di cross country ai Giochi olimpici.
La competizione vide la partecipazione di 43 ciclisti provenienti da 26 nazioni. La medaglia d'oro fu vinta dall'olandese Bart Brentjens, mentre l'argento e il bronzo andarono rispettivamente allo svizzero Thomas Frischknecht e al francese Miguel Martinez.

## Programma
Tutti gli orari sono UTC-4.
| Data           | Ora (UTC-4) | Turno  |
| -------------- | ----------- | ------ |
| 30 luglio 1996 | 10:00       | Finale |

## Ordine d'arrivo
| Pos.    | Ciclista                 | Nazionalità       | Tempo    |
| ------- | ------------------------ | ----------------- | -------- |
| Oro     | Bart Brentjens           | Paesi Bassi       | 2h17'38" |
| Argento | Thomas Frischknecht      | Svizzera          | a 2'36"  |
| Bronzo  | Miguel Martinez          | Francia           | a 2'58"  |
| 4       | Christophe Dupouey       | Francia           | a 7'25"  |
| 5       | Daniele Pontoni          | Italia            | a 7'30"  |
| 6       | José Andrés Brenes       | Costa Rica        | a 8'13"  |
| 7       | Lennie Kristensen        | Danimarca         | a 8'24"  |
| 8       | Luca Bramati             | Italia            | a 8'27"  |
| 9       | Cadel Evans              | Australia         | a 8'37"  |
| 10      | Ralph Berner             | Germania          | a 10'07" |
| 11      | Rune Høydahl             | Norvegia          | a 10'38" |
| 12      | Gary Foord               | Gran Bretagna     | a 11'32" |
| 13      | Warren Sallenback        | Canada            | a 12'19" |
| 14      | Beat Wabel               | Svizzera          | a 14'39" |
| 15      | David Baker              | Gran Bretagna     | a 14'52" |
| 16      | Robert Woods             | Australia         | a 15'36" |
| 17      | Roel Paulissen           | Belgio            | a 16'15" |
| 18      | Jan Østergaard           | Danimarca         | a 16'52" |
| 19      | David Juarez             | Stati Uniti       | a 17'32" |
| 20      | Don Myrah                | Stati Uniti       | a 18'12" |
| 21      | Roger Persson            | Svezia            | a 19'39" |
| 22      | Jokin Mújika             | Spagna            | a 23'37" |
| 23      | Jhon Arias               | Colombia          | a 24'26" |
| 24      | Radovan Fořt             | Rep. Ceca         | a 25'05" |
| 25      | Martin Earley            | Irlanda           | a 26'18" |
| 26      | Kyoshi Miura             | Giappone          | a 27'25" |
| 27      | Márcio Ravelli           | Brasile           | a 27'38" |
| 28      | Ernst Denifl             | Austria           | a 27'56" |
| 29      | Marek Galiński           | Polonia           | a 28'16" |
| 30      | Peter Hric               | Slovacchia        | a 28'44" |
| 31      | Andreas Hestler          | Canada            | a 29'07" |
| 32      | Alister Martin           | Irlanda           | a 30'08" |
| 33      | Pavel Camrda             | Rep. Ceca         | a 31'31" |
| 34      | Juan Carlos Arias Acosta | Colombia          | a 33'06" |
| 35      | Ivanir Lopes             | Brasile           | a 35'51" |
| 36      | Sławomir Barul           | Polonia           | a 36'18" |
| DNF     | Latauro Chávez           | Argentina         | -        |
| DNF     | Rory Gonsalves           | Antigua e Barbuda | -        |
| DNF     | Alges Maasikmets         | Estonia           | -        |
| DNF     | Mike Kluge               | Germania          | -        |
| DNF     | Roberto Lezaun           | Spagna            | -        |
| DNF     | Marcel Arntz             | Paesi Bassi       | -        |
| DNF     | Peter Van Den Abeele     | Belgio            | -        |
| DNS     | Lee Jin-Ok               | Corea del Sud     | -        |